# Lutjanus vitta
Lutjanus vitta' conhecido por Umela em Língua indonésia -   é uma espécie de peixe nativa do Oceano Pacífico e Oceano Índico, entre o Seychelles e Kiribati, principalmente na Indonésia.